# Lissotis melanogaster
L'otarda ventrenero (Lissotis melanogaster (Rüppell, 1835)) è un uccello della famiglia degli Otididi originario dell'Africa subsahariana.

## Descrizione

### Dimensioni
Il maschio misura 60 cm di lunghezza, per un peso di 1800-2700 g; la femmina misura 60 cm di lunghezza, per un peso di 1400 g.

### Aspetto
A causa del collo molto lungo e delle lunghissime zampe, l'otarda ventrenero presenta una sagoma piuttosto insolita per un membro della sua famiglia. I maschi hanno parti superiori beige-fulvo ornate da numerosi motivi neri a forma di scaglione. La coda è marrone con quattro strette barre scure. La faccia è bianco-grigiastra con una sfumatura beige sul cappuccio e sulle guance. Il mento è ricoperto da piccole macchioline nere che si uniscono alla sottile linea nera che va dal retro dell'occhio alla nuca. Una lunga linea nera bordata di bianco scende lungo la parte anteriore del collo e va a fondersi con il nero delle parti inferiori. L'ala piegata fa apparire una larga fascia bianca a livello delle primarie e delle secondarie. Le zampe e il becco sono di colore giallo. L'otarda ventrenero è generalmente più marrone dell'otarda di Hartlaub e, diversamente da quest'ultima, ha il codrione e la coda di colore simile a quello del dorso.
La femmina è diversa dal maschio. La testa e il collo sono di colore beige chiaro, senza caratteristiche degne di nota. Il ventre è bianco. Gli immaturi somigliano alle femmine, ma hanno le piume delle ali dai bordi beige. La sottospecie notophila è più grande della razza nominale.

### Voce
Durante la parata nuziale, il maschio ritrae la testa sul dorso e lancia un fischio breve e ascendente, zhweeeeeee, che dà l'impressione che l'uccello abbia qualche difficoltà a respirare. Rimane per breve tempo in questa posizione e quindi solleva lentamente la testa per emettere un quock o un plop seguito da un lieve gorgoglìo.

## Biologia

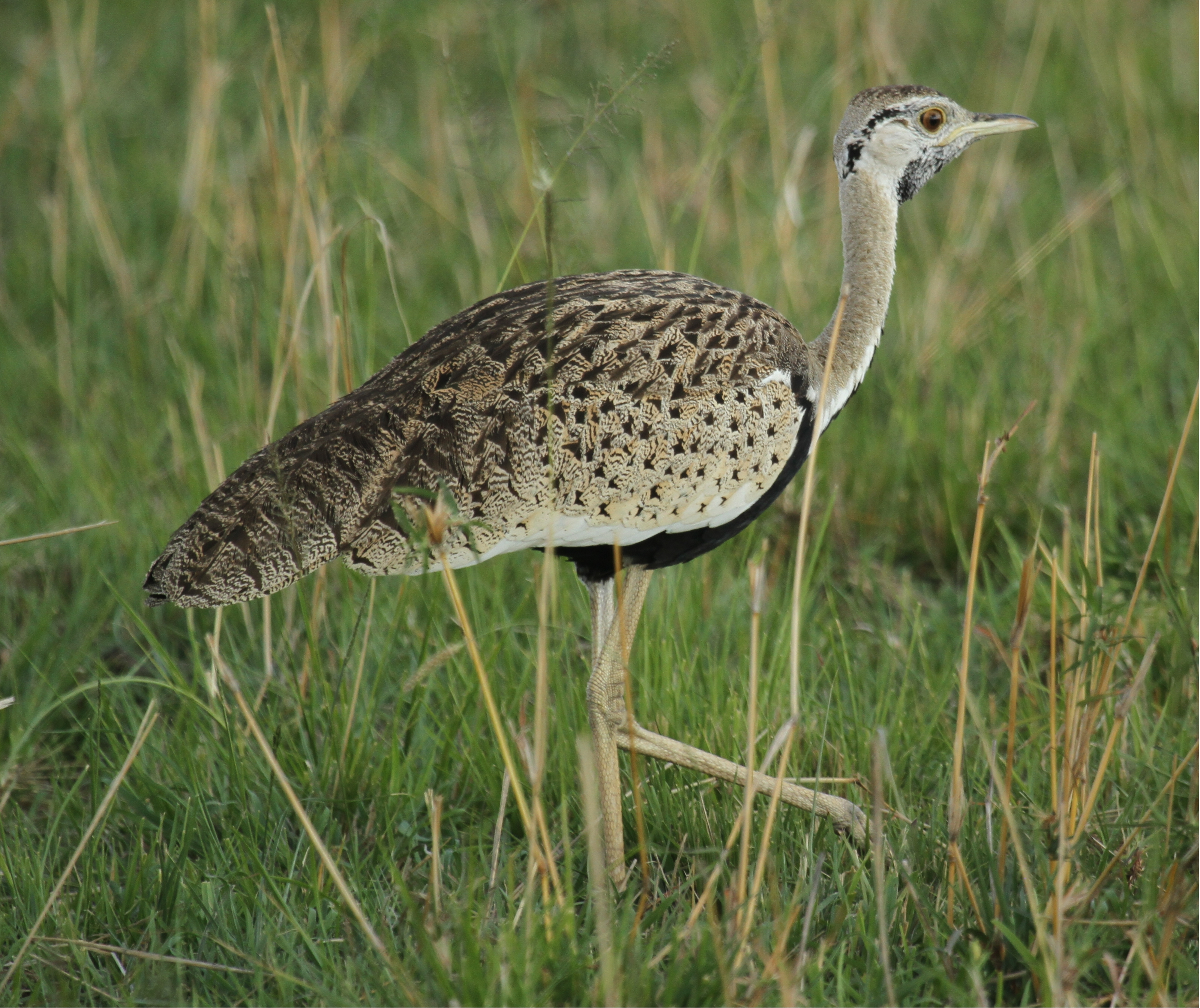
Esemplare nel Masai Mara (Kenya).

L'otarda ventrenero può essere generalmente avvistata da sola, tranne durante la stagione di nidificazione, quando vive in coppia. Prima dell'accoppiamento, il maschio effettua una parata molto spettacolare, durante la quale vola lentamente e a grande altezza nel cielo prima di lasciarsi improvvisamente cadere a terra con le ali rivolte verso l'alto. L'otarda ventrenero presenta abitudini alimentari piuttosto simili a quelle di altre otarde africane. Tuttavia, essa va in cerca di cibo in regioni più umide rispetto all'otarda di Hartlaub, sua stretta parente con la quale coabita in Africa orientale e più precisamente in Kenya. Può essere vista beccare semi di cereali ai bordi delle strade o entrare in terreni lasciati incolti dove è sicura di trovare i tipi di erba che prefrisce.
Questo uccello può essere sia sedentario che migratore parziale. In alcune regioni aride, effettua infatti alcuni spostamenti durante e dopo la stagione secca. Ciò avviene ad esempio in Ghana, ma anche in certe regioni del Sahel, dove si dirige verso il nord per trovare le piogge che gli consentono di nidificare. Testimonia che la specie è soggetta ad alcuni spostamenti il fatto che in Sierra Leone l'otarda ventrenero è presente solamente nel periodo da maggio a ottobre. Nella Repubblica Centrafricana, invece, è presente solo da ottobre a giugno. Il numero di esemplari è più alto in giugno sulle montagne etiopiche. In Sudafrica, queste otarde vagabondano talvolta al di fuori del loro areale abituale.

### Alimentazione
L'otarda ventrenero ha un regime alimentare misto e vario, che gli consente di sopravvivere in numerose regioni. Tuttavia, preferisce gli insetti, a quanto pare soprattutto i coleotteri, ma anche le cavallette, le cimici, i bruchi e gli artropodi terricoli che vivono tra l'erba. Integra armoniosamente il suo menu con semi e petali. Si nutre anche dei piccoli vertebrati uccisi lungo le strade.

### Riproduzione
La stagione di nidificazione varia considerevolmente a seconda delle regioni: nel sud del Sahel essa ha luogo da giugno a settembre. Le informazioni provenienti dalla Nigeria segnalano che la riproduzione vi avviene da dicembre a gennaio. In Etiopia, ha luogo in aprile e settembre, mentre nell'Africa orientale può avvenire in diversi periodi dell'anno, da febbraio a giugno e in settembre. Nell'Africa centrale e meridionale, i nidi vengono trovati da ottobre a marzo, e pertanto la stagione riproduttiva non coincide necessariamente con la stagione delle piogge. Come la maggior parte delle altre otarde, l'otarda ventrenero non costruisce un nido, ma si accontenta di grattare una piccola depressione sul suolo nudo, nei pressi di un formicaio, un cespuglio o un corso d'acqua, e qui depone la sua covata. Quest'ultima comprende solitamente una o due uova. Alla nascita, i pulcini sono ricoperti da un piumino marrone e nero.
La specie è poligama. Il maschio si occupa solamente di esibirsi per attirare un gran numero di partner e non partecipa affatto all'incubazione, all'educazione e alla nutrizione dei giovani. Di tutti questi compiti si occupa la sola madre, che protegge inoltre la covata da eventuali predatori come i facoceri. Essa fronteggia gli intrusi spalancando completamente le ali se questi si avvicinano troppo alle uova.

## Distribuzione e habitat
L'otarda ventrenero frequenta principalmente le praterie con erba alta. È anche piuttosto comune nelle distese erbose punteggiate da cespugli e nelle savane alberate, compresi i boschetti di miombo. Non disdegna i terreni coltivati, i pascoli, le lande, i terreni agricoli ormai abbandonati e le zone più paludose come i bordi degli specchi d'acqua temporanei chiamati vlei e le paludi poco profonde chiamate dambo. Si trova anche nei territori argillosi ricoperti di erba e nelle savane incendiate dell'Africa occidentale. Nell'Africa australe, si incontra sempre in prossimità di un punto d'acqua. I termitai e i piccoli promontori che punteggiano il suo territorio vengono spesso usati come palcoscenici per effettuare le parate. L'otarda ventrenero può spingersi talvolta fino a 2500 m di altitudine.
L'otarda ventrenero vive esclusivamente in Africa, a sud del Sahara. Il suo areale si estende dal Senegal all'Etiopia, poi a sud fino al Natal. Le regioni di foresta equatoriale (Camerun, Gabon, Repubblica Democratica del Congo settentrionale), nonché quelle occidentali dell'Africa australe (Angola, Namibia, Botswana, le varie province del Capo) vengono sistematicamente evitate.

## Tassonomia
Vengono riconosciute ufficialmente due sottospecie:
- L. m. melanogaster (Rüppell, 1835), diffusa in Africa a sud del Sahel fino allo Zambesi e all'Angola meridionale (è assente dalle regioni ricoperte da fitte foreste e dalla maggior parte del Corno d'Africa);
- L. m. notophila Oberholser, 1905, diffusa dalle regioni di Zimbabwe e Mozambico a sud dello Zambesi fino all'estremità orientale del Sudafrica e allo Swaziland.

## Conservazione
La specie non è minacciata a livello globale. Tuttavia, è in diminuzione in Senegambia dagli anni '80. In Zambia subisce la pressione della caccia e in Zimbabwe è vittima del degrado ambientale causato dal pascolo eccessivo del bestiame. Fortunatamente, l'otarda ventrenero è ancora comune in quasi ogni parte del suo areale, specialmente nelle zone di savana che vanno dalla Costa d'Avorio alla Nigeria. La sua roccaforte più importante, tuttavia, è in Africa orientale, in Uganda, Tanzania e Zambia. È la specie di otarda più diffusa in Mozambico. Malgrado le grandi dimensioni, l'otarda ventrenero compare sul menu di specie come l'aquila marziale, l'aquila rapace, l'aquila coronata e il leopardo.